# ليتل بيغ
ليتل بيغ هي فرقة موسيقية روسية تأسست في 2013 بمدينة سانت بطرسبرغ.